# Ayuntamiento de Madrid
El Ayuntamiento de Madrid es el organismo que se encarga del gobierno y de la administración del municipio de Madrid, España. Está presidido por el correspondiente alcalde, actualmente José Luis Martínez-Almeida, del Partido Popular.

## Sede
Tiene su sede principal en el palacio de Cibeles desde el 5 de noviembre de 2007 aunque solamente se trasladaron la Alcaldía y su equipo de asesores, la Vicealcaldía y el Gabinete de Comunicación. El Salón de Plenos del edificio no fue inaugurado hasta el 29 de noviembre de 2011 en una ceremonia en la que estuvieron presentes el Rey Juan Carlos I y el alcalde Alberto Ruiz-Gallardón. Un día después de la apertura, tuvo lugar el primer pleno municipal. Anteriormente la sede fue la Casa de la Villa de Madrid y su edificio anexo, Casa de Cisneros. El acceso al Salón de Sesiones del Pleno está situado en el número 1 de la calle Moltalbán.
Por otra parte, las distintas Comisiones, como puedan ser la de Desarrollo Urbano y de Obras y Equipamientos o la de Vicealcaldía, tienen lugar en el Salón de Usos Múltiples del Edificio de Grupos Políticos situado en la calle Mayor, 71. En dicho edificio también se encuentran los despachos de todos los grupos municipales.

## Alcaldes

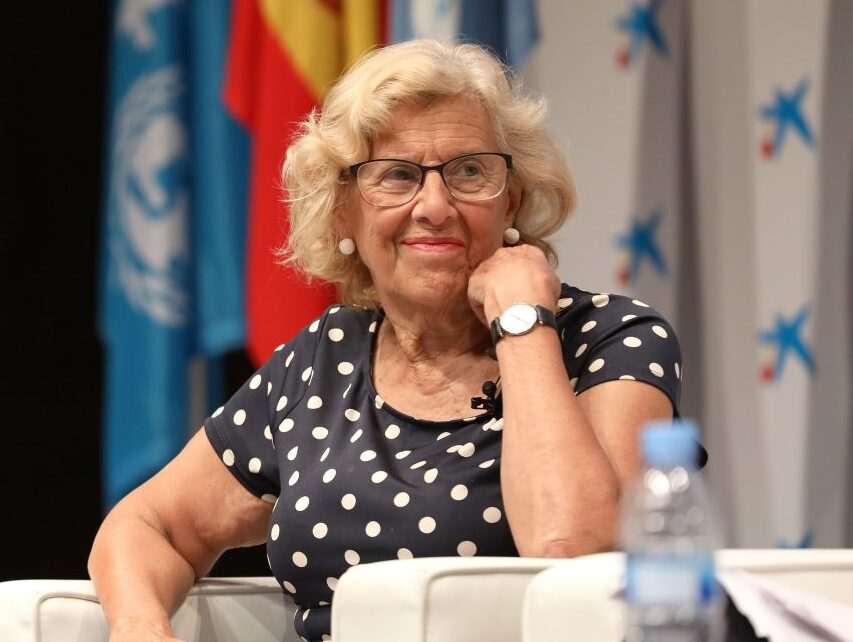
Manuela Carmena, de Ahora Madrid, alcaldesa de 2015 a 2019

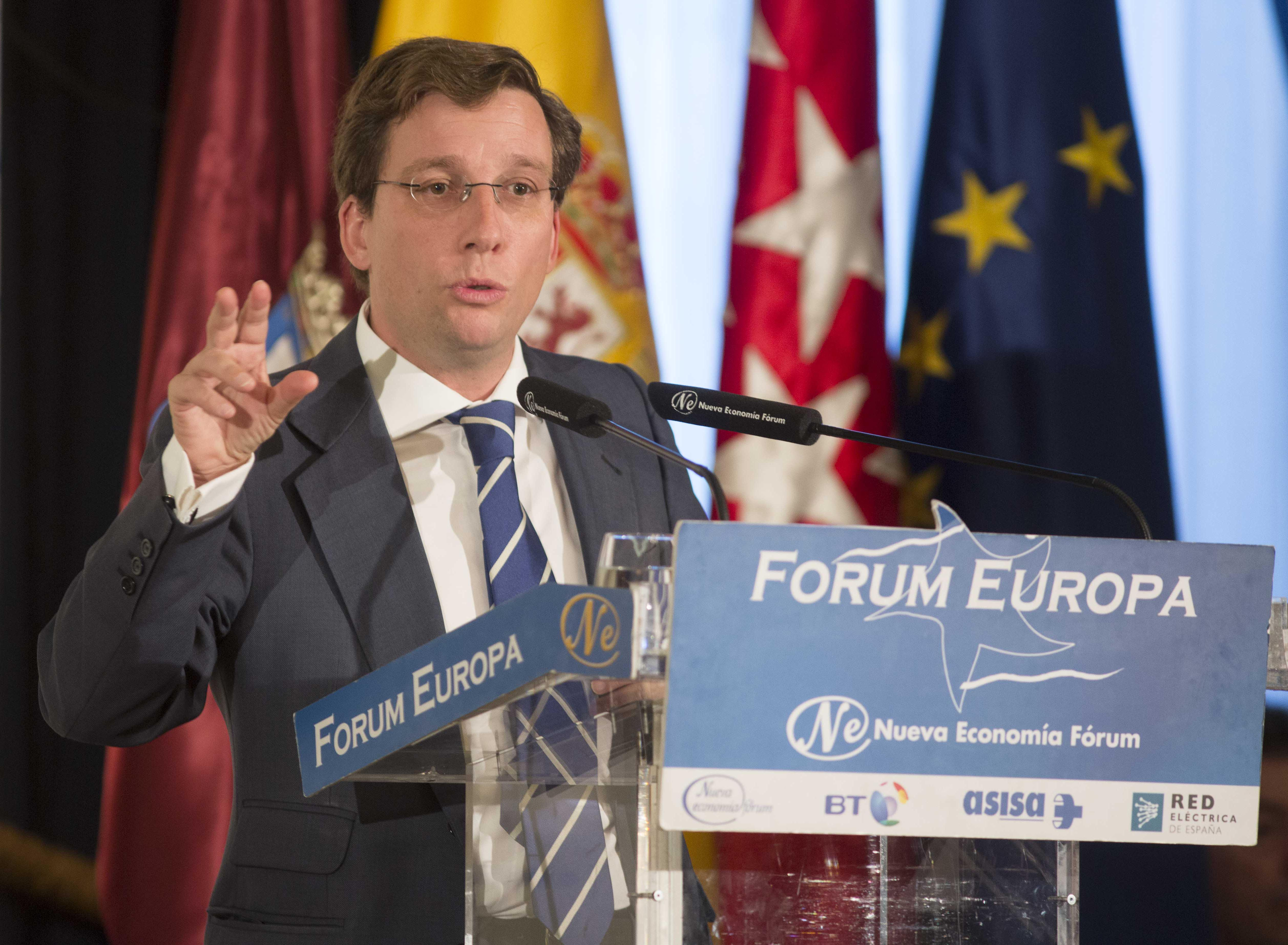
José Luis Martínez-Almeida, del Partido Popular, alcalde de 2019 a act.

| Periodo   | Nombre | Partido                                                                    |
| --------- | --- | -------------------------------------------------------------------------- |
| 1979-1983 | Enrique Tierno Galván | Partido Socialista Obrero Español (PSOE)                                   |
| 1983-1987 | Enrique Tierno Galván (1983-1986) Juan Barranco (1986-1987)                                                                         | Partido Socialista Obrero Español (PSOE)                                   |
| 1987-1991 | Juan Barranco (1987-1989) Agustín Rodríguez Sahagún (1989-1991)                                                                     | Partido Socialista Obrero Español (PSOE) Centro Democrático y Social (CDS) |
| 1991-1995 | José María Álvarez del Manzano | Partido Popular (PP)                                                       |
| 1995-1999 | José María Álvarez del Manzano | Partido Popular (PP)                                                       |
| 1999-2003 | José María Álvarez del Manzano | Partido Popular (PP)                                                       |
| 2003-2007 | Alberto Ruiz-Gallardón | Partido Popular (PP)                                                       |
| 2007-2011 | Alberto Ruiz-Gallardón | Partido Popular (PP)                                                       |
| 2011-2015 | Alberto Ruiz-Gallardón (hasta el 22 de diciembre de 2011) Manuel Cobo (en funciones) Ana Botella (desde el 27 de diciembre de 2011) | Partido Popular (PP)                                                       |
| 2015-2019 | Manuela Carmena | Ahora Madrid                                                               |
| 2019-2023 | José Luis Martínez-Almeida | Partido Popular (PP)                                                       |
| 2023-act. | José Luis Martínez-Almeida | Partido Popular (PP)                                                       |

## Acuerdos de investidura o coaliciones de gobierno
| Mandato   | Partidos implicados | Concejales |
| --------- | ------------------- | ---------- |
| 1979-1983 | PSOE-PCE            | 34/59      |
| 1983-1987 | PSOE-PCE            | 34/57      |
| 1987-1989 | PSOE-IU             | 27/55      |
| 1989-1991 | CDS-PP              | 28/55      |
| 2015-2019 | Ahora Madrid-PSOE   | 29/57      |
| 2019-2023 | PP-Cs-Vox           | 30/57      |

## Órganos de gobierno

### Pleno

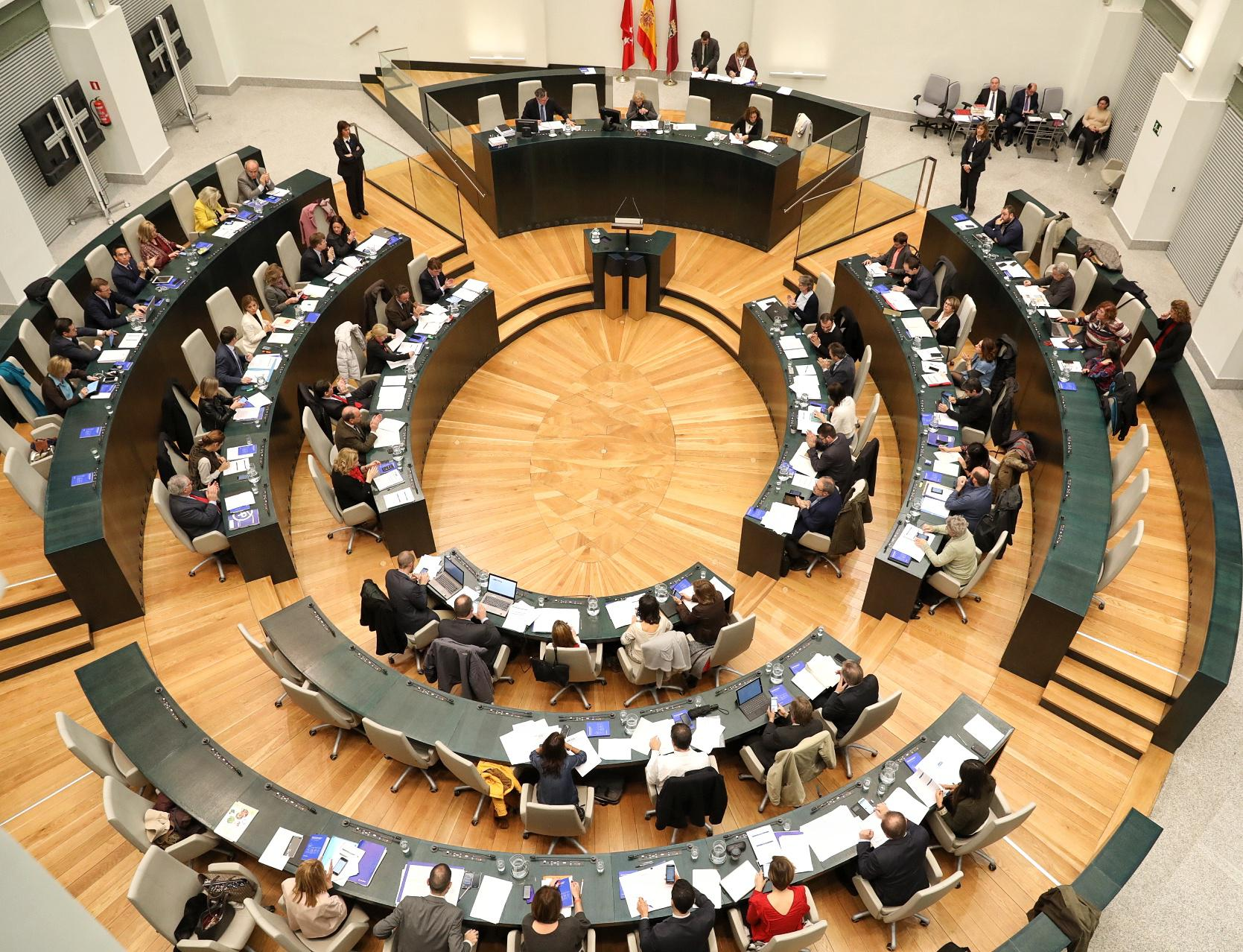
Pleno del Ayuntamiento

De acuerdo con la Ley de Capitalidad y de Régimen Especial de Madrid, el Pleno «es el órgano de máxima representación política de los ciudadanos en el gobierno municipal, ejerce las atribuciones que le están asignadas expresamente y está formado por el alcalde y los concejales, sin perjuicio de la asistencia a sus sesiones y la intervención en sus deliberaciones de los miembros no electos de la Junta de Gobierno».
Según el artículo 36 del Reglamento Orgánico del Pleno del Ayuntamiento de Madrid, el presidente del Pleno convoca y preside las sesiones, dirige los debates y mantiene el orden de los mismos para asegurar la buena marcha de su trabajo. Asimismo, corresponde al presidente cumplir y hacer cumplir el Reglamento Orgánico del Pleno, interpretándolo en caso de duda y supliéndolo en caso de omisión, así como todas las demás funciones que le confieren las Leyes y el citado reglamento. El artículo 37 del Reglamento Orgánico del Pleno precisa que "la presidencia del Pleno corresponde al alcalde, quien podrá delegarla, cuando lo estime oportuno, en uno de los concejales". En caso de que en una votación se produzca un empate, el alcalde cuenta con un voto de calidad para romperlo. Actualmente, Borja Fanjul (Concejal del Grupo Municipal del Partido Popular) preside el Pleno.
Además, de acuerdo con el artículo 29 del Reglamento Orgánico del Pleno, para poder constituir y mantener un Grupo Municipal es necesario contar con un mínimo de 2 concejales, con la excepción del Grupo Mixto. 
Actualmente, el Pleno de Madrid está compuesto por 57 concejales elegidos por sufragio universal por los ciudadanos de Madrid con derecho a voto mediante elecciones municipales celebradas cada cuatro años. Estos a su vez, eligen al alcalde en la sesión de constitución de la corporación municipal.
|                 |                 |             |                            |                            |            |
| Grupo municipal | Grupo municipal | Componentes | Portavoz                   | Líder                      | Concejales |
|                 | Popular         | PP          | Carlos Izquierdo Torres    | Isabel Díaz Ayuso          | 29         |
|                 | Más Madrid      | Más Madrid  | Rita Maestre               | Manuela Bergerot           | 12         |
|                 | Socialista      | PSOE-M      | Reyes Maroto               | Óscar López Águeda         | 11         |
|                 | Vox             | Vox         | Javier Ortega Smith-Molina | Isabel Pérez Moñino-Aranda | 5          |

### Distribución histórica
| Partido político    | Partido político                                                    | 2023   | 2019   | 2015   | 2011   | 2007   | 2003   | 1999   | 1995   | 1991   | 1987   | 1983   | 1979   |
| Partido político    | Partido político                                                    | Ediles | Ediles | Ediles | Ediles | Ediles | Ediles | Ediles | Ediles | Ediles | Ediles | Ediles | Ediles |
|                     | Partido Popular (PP)-Alianza Popular (AP)                           | 29     | 15     | 21     | 31     | 34     | 30     | 28     | 30     | 30     | 20     | 23     | —      |
|                     | Más Madrid-Ahora Madrid                                             | 12     | 19     | 20     | —      | —      | —      | —      | —      | —      | —      | —      | —      |
|                     | Partido Socialista Obrero Español (PSOE)                            | 11     | 8      | 9      | 15     | 18     | 21     | 20     | 16     | 21     | 24     | 30     | 25     |
|                     | Vox                                                                 | 5      | 4      | 0      | —      | —      | —      | —      | —      | —      | —      | —      | —      |
|                     | Izquierda Unida (IU)-Partido Comunista de España (PCE)              | 0      | 0      | 0      | 6      | 6      | 4      | 5      | 9      | 6      | 3      | 4      | 9      |
|                     | Ciudadanos (CS)                                                     | 0      | 11     | 7      | 0      | —      | —      | —      | —      | —      | —      | —      | —      |
|                     | Unión Progreso y Democracia (UPyD)                                  | —      | 0      | 0      | 5      | —      | —      | —      | —      | —      | —      | —      | —      |
|                     | Centro Democrático y Social (CDS)-Unión de Centro Democrático (UCD) | —      | —      | —      | —      | 0      | 0      | 0      | —      | 0      | 8      | 0      | 25     |
| Total de concejales | Total de concejales                                                 | 57     | 57     | 57     | 57     | 57     | 57     | 57     | 57     | 57     | 57     | 57     | 57     |

1979-1983
1983-1987
1987-1989
1989-1991
1991-1995
1995-1999
1999-2003
2003-2007
2007-2011
2011-2015
2015-2019
2019-2023
2023-Act.

### Junta de Gobierno de Madrid
| Cargo                                  | Nombre                       | Partido |
| -------------------------------------- | ---------------------------- | ------- |
| Alcalde                                | José Luis Martínez-Almeida   | PP      |
| 1ª teniente de alcalde                 | Inmaculada Sanz Otero        | PP      |
| Portavoz                               | Inmaculada Sanz Otero        | PP      |
| Seguridad y Emergencias                | Inmaculada Sanz Otero        | PP      |
| 2º teniente de alcalde                 | Borja Carabante Muntada      | PP      |
| Urbanismo, Medio Ambiente y Movilidad  | Borja Carabante Muntada      | PP      |
| 3ª teniente de alcalde                 | Marta Rivera de la Cruz      | PP      |
| Cultura, Turismo y Deporte             | Marta Rivera de la Cruz      | PP      |
| Limpieza y Zonas Verdes                | José Antonio Martínez Páramo | PP      |
| Turismo                                | Almudena Maíllo del Valle    | PP      |
| Deporte                                | Sonia Cea Quintana           | PP      |
| Economía, Innovación y Hacienda        | Engracia Hidalgo Tena        | PP      |
| Innovación y Emprendimiento            | Ángel Niño Quesada           | PP      |
| Obras y Equipamientos                  | Paloma García Romero         | PP      |
| Políticas Sociales, Familia e Igualdad | Jose Fernández Sánchez       | PP      |
| Políticas de Vivienda                  | Álvaro González López        | PP      |

La Junta de Gobierno de Madrid es el órgano ejecutivo de dirección política y administrativa de la ciudad. Sus reuniones ordinarias de periodicidad semanal tienen lugar en la sala de Junta de Gobierno en el palacio de Cibeles y sus decisiones adoptan la forma de Acuerdos. Sus competencias están estipuladas en el artículo 17.1 de la Ley 22/2006, de 4 de julio, de Capitalidad y de Régimen Especial de Madrid (LCREM). Se encarga principalmente de la elaboración de los proyectos de ordenanzas y reglamentos, elaborar los presupuestos anuales para financiar los servicios públicos y los proyectos para la construcción de infraestructuras. Está presidida por el alcalde, al cual le corresponde nombrar y separar libremente a los miembros de la Junta de Gobierno, cuyo número no podrá exceder de un tercio del número legal de miembros del pleno, además del alcalde. También designa al concejal/a secretario/a, quien redactará las actas de las sesiones y certificará sobre sus acuerdos.
Funciones y poderes del alcalde
Los artículos 14 y 15 de la Ley 22/2006, de 4 de julio, de Capitalidad y de Régimen Especial de Madrid (LCREM) determinan las atribuciones del alcalde y de los teniente de alcalde:
Artículo 14 Alcalde
1. El alcalde impulsa la política municipal, dirige la acción de los restantes órganos ejecutivos, ejerce la superior dirección de la Administración ejecutiva municipal y responde ante el Pleno por su gestión política.
2. El alcalde ostenta la máxima representación de la ciudad, sin perjuicio de las facultades de representación que puedan otorgarse a los titulares de otros órganos.
3. Además, corresponde al alcalde el ejercicio de las siguientes atribuciones:
a) Determinar el programa de acción política municipal, impartir directrices para su ejecución y supervisar la acción de los restantes órganos ejecutivos de gobierno y directivos.
b) Convocar y presidir las sesiones del Pleno y de la Junta de Gobierno, salvo que se haya optado por la designación de un Presidente del Pleno, en los términos previstos en el artículo 10.
c) Decidir los empates con voto de calidad en todos los órganos municipales colegiados en los que participe.
d) Nombrar y cesar a los miembros de la Junta de Gobierno, a los tenientes de alcalde y a los presidentes de los distritos.
e) Dictar bandos para recordar y precisar los términos del cumplimiento de normas en vigor, o para efectuar apelaciones a la población municipal con motivo de acontecimientos o circunstancias especiales. Dictar decretos e instrucciones.
f) Adoptar las medidas necesarias y adecuadas en casos de extraordinaria y urgente necesidad, dando cuenta inmediata al Pleno.
g) Ejercer la superior dirección del personal al servicio de la Administración municipal y la superior jefatura de la policía municipal.
h) Acordar al inicio del mandato el número, denominación y competencias de las áreas en las que se estructura la Administración municipal, en el marco de las normas orgánicas aprobadas por el Pleno.
i) El ejercicio de las acciones judiciales y administrativas en materia de su competencia y, en caso de urgencia, en materias de la competencia del Pleno, en este supuesto dando cuenta al mismo en la primera sesión que celebre para su ratificación.
j) Asegurar la ejecución de las Leyes y las normas municipales, así como de los acuerdos y resoluciones de los órganos ejecutivos y administrativos, ordenando, en particular y cuando proceda, la publicación de estos últimos.
k) La firma de convenios.
l) La revisión de oficio y la declaración de lesividad de sus propios actos.
m) La autorización y disposición de gastos en las materias de su competencia, así como el reconocimiento y liquidación de las obligaciones derivadas de estos compromisos de gasto.
n) La ordenación de pagos.
ñ) El nombramiento del personal funcionario, laboral y eventual al servicio del Ayuntamiento de Madrid.
4. El alcalde podrá delegar o desconcentrar mediante decreto las competencias anteriores en la Junta de Gobierno, en sus miembros, en los demás concejales y, en su caso, en los órganos directivos, con excepción de las señaladas en los párrafos b), c), d), e) en lo que se refiere a la adopción de bandos y f). Las atribuciones previstas en los párrafos a) y h) sólo serán delegables en la Junta de Gobierno.

Artículo 15 Los tenientes de alcalde
El alcalde podrá nombrar de entre los miembros de la Junta de Gobierno que ostenten la condición de concejal, a los tenientes de alcalde, que le sustituirán por el orden de su nombramiento en los casos de vacante, ausencia o enfermedad.

### Dependencias de los distritos
| Distrito            | Concejal-presidente           |
| ------------------- | ----------------------------- |
| Centro              | Carlos Segura Gutiérrez       |
| Salamanca           | Cayetana Hernández de la Riva |
| Arganzuela          | Dolores Navarro Ruiz          |
| Chamartín           | Yolanda Estrada Marín         |
| Retiro              | Andrea Levy Soler             |
| Tetuán              | Paula Gómez-Angulo Amorós     |
| Chamberí            | Jaime González Taboada        |
| Fuencarral-El Pardo | José Antonio Martínez Páramo  |
| Moncloa-Aravaca     | Borja Fanjul Fernández-Pita   |
| Usera               | Sonia Cea Quintana            |
| Latina              | Alberto González Díaz         |
| Hortaleza           | David Pérez García            |
| Carabanchel         | Carlos Izquierdo Torres       |
| Puente de Vallecas  | Ángel Niño Quesada            |
| Moratalaz           | Ignacio Pezuela Cabañes       |
| Ciudad Lineal       | Nadia Álvarez Padilla         |
| Villaverde          | Orlando Chacón Tabares        |
| Villa de Vallecas   | Carlos González Pereira       |
| Vicálvaro           | Ángel Ramos Sánchez           |
| San Blas-Canillejas | Almudena Maíllo del Valle     |
| Barajas             | Juan Peña Ochoa               |

División actual en distritos:
1) Centro; 2) Arganzuela; 3) Retiro; 4) Salamanca; 5) Chamartín; 6) Tetuán; 7) Chamberí; 8) Fuencarral-El Pardo; 9) Moncloa-Aravaca; 10) Latina; 11) Carabanchel; 12) Usera; 13) Puente de Vallecas; 14) Moratalaz; 15) Ciudad Lineal; 16) Hortaleza; 17) Villaverde; 18) Villa de Vallecas; 19) Vicálvaro; 20) San Blas-Canillejas; 21) Barajas

El 27 de marzo de 1987, el pleno del Ayuntamiento de Madrid aprobó la división administrativa de la ciudad en distritos y se hizo efectiva el 1 de julio de 1988. Actualmente hay 21 distritos, que a su vez están gobernados por sus correspondientes Juntas Municipales. Las Juntas Municipales de Distrito se regulan mediante el Real Decreto 2568/1986, de 28 de noviembre. En el caso de Madrid, el Reglamento Orgánico de los Distritos de la Ciudad de Madrid determina las competencias de las Juntas Municipales de Distrito (JMD). Según el artículo 1 del Reglamento, el objetivo de los distritos es descentralizar la gestión para la mejora de la misma y facilitar la participación ciudadana en los asuntos de competencia municipal. 
En las Juntas Municipales de Distrito los ciudadanos pueden realizar diferentes gestiones tales como reservas de fechas para matrimonios civiles, solicitar ayudas económicas o subvenciones, realizar trámites relacionados con el padrón municipal, pedir plaza en la Red Municipal de Escuelas Infantiles, solicitar plaza en los centros de mayores, comedores y demás equipamientos de servicios sociales, dar de alta o baja una tarjeta de BiciMAD, solicitar estacionamiento o plaza de movilidad reducidas, solicitar licencias urbanísticas o reservar un espacio en la vía pública del distrito, entre otros. En definitiva, estos órganos se encargan del gobierno de una manera mucho más local, ya que en una ciudad como Madrid sería casi imposible administrar a toda la población de manera completamente centralizada. Hay que tener en cuenta que uno solo de los distritos puede tener más población que muchas capitales de provincia.
El concejal-presidente de distrito, nombrado por el alcalde, será el encargado de presidir los plenos, convocar las sesiones que celebra el mismo conforme al orden del día y someter a votación los acuerdos alcanzados. El concejal-presidente debe celebrar anualmente durante el primer semestre una sesión extraordinaria de la Junta Municipal del Distrito dedicada al debate sobre el estado del distrito. Además, se encarga de gestionar el presupuesto de la Junta que viene asignado en los presupuestos municipales para financiar la conservación, mantenimiento y limpieza de los colegios públicos y equipamientos deportivos municipales, la programación cultural en los centros adscritos y la gestión de las ayudas sociales. Por último, puede otorgar ciertas licencias urbanísticas.
Actualmente los distritos de la ciudad son los siguientes:
1. Centro
2. Arganzuela
3. Retiro
4. Salamanca
5. Chamartín
6. Tetuán
7. Chamberí
8. Fuencarral-El Pardo
9. Moncloa-Aravaca
10. Latina
11. Carabanchel
12. Usera
13. Puente de Vallecas
14. Moratalaz
15. Ciudad Lineal
16. Hortaleza
17. Villaverde
18. Villa de Vallecas
19. Vicálvaro
20. San Blas-Canillejas
21. Barajas

## Resultados electorales históricos
| Elecciones                             | Concejales a elegir | Composición del pleno de la corporación | Fecha de constitución de la corporación |
| -------------------------------------- | ------------------- | --------------------------------------- | --------------------------------------- |
| Elecciones del 12 de noviembre de 1905 | 28 de 50            | -                                       | -                                       |
| Elecciones del 2 de mayo de 1909       | 22 de 50            | -                                       | 1 de julio de 1909                      |
| Elecciones del 12 de diciembre de 1909 | 28 de 50            | -                                       | -                                       |
| Elecciones del 12 de noviembre de 1911 | 23 de 50            | -                                       | -                                       |
| Elecciones del 9 de noviembre de 1913  | 28 de 50            | -                                       | -                                       |
| Elecciones del 14 de noviembre de 1915 | 22 de 50            | -                                       | 1 de enero de 1916                      |
| Elecciones del 11 de noviembre de 1917 | 30 de 50            | Corporación 1918-1920                   | 1 de enero de 1918                      |
| Elecciones del 8 de febrero de 1920    | 27 de 50            | -                                       | 1 de abril de 1920                      |
| Elecciones del 5 de febrero de 1922    | 24 de 50            | -                                       | -                                       |
| Elecciones del 12 de abril de 1931     | 50 de 50            | -                                       | -                                       |
| Elecciones del 3 de abril de 1979      | 59 de 59            | -                                       | 19 de abril de 1979                     |
| Elecciones del 8 de mayo de 1983       | 57 de 57            | -                                       | -                                       |
| Elecciones del 10 de junio de 1987     | 55 de 55            | -                                       | -                                       |
| Elecciones del 26 de mayo de 1991      | 57 de 57            | -                                       | 5 de julio de 1991                      |
| Elecciones del 28 de mayo de 1995      | 55 de 55            | -                                       | -                                       |
| Elecciones del 13 de junio de 1999     | 53 de 53            | -                                       | -                                       |
| Elecciones del 25 de mayo de 2003      | 55 de 55            | -                                       | -                                       |
| Elecciones del 27 de mayo de 2007      | 57 de 57            | -                                       | -                                       |
| Elecciones del 22 de mayo de 2011      | 57 de 57            | Pleno 2011-2015                         | -                                       |
| Elecciones del 24 de mayo de 2015      | 57 de 57            | Pleno 2015-2019                         | 13 de junio de 2015                     |
| Elecciones del 26 de mayo de 2019      | 57 de 57            | Pleno 2019-2023                         | 15 de junio de 2019                     |
| Elecciones del 28 de mayo de 2023      | 57 de 57            | Pleno 2023-2027                         | 17 de junio de 2023                     |

| Partido político                                                    | 2023  | 2023    | 2023       | 2019  | 2019    | 2019       | 2015  | 2015    | 2015       | 2011  | 2011    | 2011       | 2007  | 2007    | 2007       | 2003  | 2003    | 2003       | 1999  | 1999    | 1999       | 1995  | 1995    | 1995       | 1991  | 1991    | 1991       | 1987  | 1987    | 1987       | 1983  | 1983    | 1983       | 1979  | 1979    | 1979       |
| Partido político                                                    | %     | Votos   | Concejales | %     | Votos   | Concejales | %     | Votos   | Concejales | %     | Votos   | Concejales | %     | Votos   | Concejales | %     | Votos   | Concejales | %     | Votos   | Concejales | %     | Votos   | Concejales | %     | Votos   | Concejales | %     | Votos   | Concejales | %     | Votos   | Concejales | %     | Votos   | Concejales |
| Partido Popular (PP)-Alianza Popular (AP)                           | 44,50 | 729 302 | 29         | 20,14 | 394 708 | 15         | 34,31 | 564 154 | 21         | 51,14 | 756 952 | 31         | 56,80 | 877 544 | 34         | 51,30 | 874 264 | 30         | 49,48 | 734 921 | 28         | 52,71 | 945 634 | 30         | 47,80 | 702 834 | 30         | 33,76 | 555 599 | 20         | 37,95 | 627 189 | 23         | —     | —       | —          |
| Más Madrid-Ahora Madrid                                             | 19,11 | 313 205 | 12         | 30,83 | 503 990 | 19         | 31,61 | 519 721 | 20         | —     | —       | —          | —     | —       | —          | —     | —       | —          | —     | —       | —          | —     | —       | —          | —     | —       | —          | —     | —       | —          | —     | —       | —          | —     | —       | —          |
| Partido Socialista Obrero Español (PSOE)                            | 16,75 | 274 564 | 11         | 14,68 | 223 582 | 8          | 15,16 | 249 286 | 9          | 24,63 | 364 600 | 15         | 31,58 | 487 893 | 18         | 36,68 | 625 148 | 21         | 36,00 | 534 700 | 20         | 27,84 | 499 435 | 16         | 34,73 | 510 556 | 21         | 40,47 | 666 199 | 24         | 48,65 | 803 983 | 30         | 39,49 | 619 772 | 25         |
| Vox                                                                 | 9,07  | 148 658 | 5          | 7,60  | 124 252 | 4          | 0,60  | 9867    | 0          | —     | —       | —          | —     | —       | —          | —     | —       | —          | —     | —       | —          | —     | —       | —          | —     | —       | —          | —     | —       | —          | —     | —       | —          | —     | —       | —          |
| Izquierda Unida (IU)-Partido Comunista de España (PCE)              | 4,87  | 79 874  | 0          | 2,61  | 42 8793 | 0          | 1,69  | 27 651  | 0          | 11,06 | 163 706 | 6          | 8,86  | 136 881 | 6          | 7,22  | 123 015 | 4          | 8,67  | 128 731 | 5          | 15,56 | 279 090 | 9          | 9,84  | 144 640 | 6          | 6,11  | 100 514 | 3          | 6,85  | 113 150 | 4          | 14,69 | 230 651 | 9          |
| Ciudadanos (CS)                                                     | 2,89  | 47 510  | 0          | 19,06 | 311 617 | 11         | 11,34 | 186 487 | 7          | 0,19  | 2866    | 0          | —     | —       | —          | —     | —       | —          | —     | —       | —          | —     | —       | —          | —     | —       | —          | —     | —       | —          | —     | —       | —          | —     | —       | —          |
| Unión Progreso y Democracia (UPyD)                                  | —     | —       | —          | 0,19  | 1882    | 0          | 1,83  | 29 812  | 0          | 8,08  | 119 601 | 5          | —     | —       | —          | —     | —       | —          | —     | —       | —          | —     | —       | —          | —     | —       | —          | —     | —       | —          | —     | —       | —          | —     | —       | —          |
| Centro Democrático y Social (CDS)-Unión de Centro Democrático (UCD) | —     | —       | —          | —     | —       | —          | —     | —       | —          | —     | —       | —          | 0,11  | 1681    | 0          | 0,13  | 2136    | 0          | 0,45  | 6653    | 0          | —     | —       | —          | 2,93  | 43 112  | 0          | 15,05 | 247 773 | 8          | 3,04  | 50 254  | 0          | 40,29 | 632 329 | 25         |

## Presupuestos participativos
De conformidad con el Acuerdo de 24 de junio de 2021 de la Junta de Gobierno, la ciudadanía puede decidir a qué se dedican 50 millones de euros del presupuesto municipal, de los cuales el 30 %, 15 millones de euros, se dedican a proyectos destinados a la ciudad en su conjunto o varios distritos y el 70 %, 35 millones de euros, a proyectos que involucren a un distrito en concreto. Todo el proceso se realiza a través del portal Decide Madrid y cuenta con 4 fases:
- 1.ª fase de presentación de proyectos, con un mes de duración, en la que pueden presentar sus propuestas de mejora los ciudadanos empadronados mayores de 16 años.[21]
- 2.ª fase de priorización de proyectos, con un mes de duración, en la que los ciudadanos empadronados mayores de 16 años pueden votar las propuestas que consideren de mayor interés.[21]
- 3.ª fase de análisis de la viabilidad técnica, con una duración de tres meses, en la que los servicios técnicos del Ayuntamiento dictaminan un informe sobre la viabilidad técnica o jurídica de cada proyecto escogido, así como su presupuesto estimado de ejecución, si fuese viable.[21]
- 4.ª fase de votación final, con una duración de un mes, en la que los ciudadanos empadronados mayores de 16 años pueden votar los distintos proyectos finalistas.[21]

## Evolución de la deuda viva
El concepto de deuda viva contempla solo las deudas con cajas y bancos relativas a créditos financieros, valores de renta fija y préstamos o créditos transferidos a terceros, excluyéndose, por tanto, la deuda comercial. La deuda viva municipal por habitante en 2022 ascendía a 529,89 €.
| Gráfica de evolución de la deuda viva del Ayuntamiento entre 2010 y 2024                                           |
| |
| Deuda viva del Ayuntamiento de Madrid, en miles de euros, según datos del Ministerio de Hacienda y Función Pública |

## App Madrid Móvil
El Ayuntamiento de Madrid cuenta con la aplicación Madrid Móvil para reservar espacio en instalaciones deportivas y piscinas municipales o reportar avisos de desperfectos en aceras, parques, calles y espacios públicos en general.